# Dicephalospora
Dicephalospora es un género de hongos en la familia Sclerotiniaceae. El género fue circunscripto por el micólogo Brian Spooner en 1987.

## Especies
- D. calochroa (Syd.) Spooner (1987)
- D. chrysotricha (Berk.) Verkley (2004)
- D. damingshanica W.Y.Zhuang (1999)[3]
- D. pinglongshanica W.Y.Zhuang (1999)[3]
- D. rufocornea (Berk. & Broome) Spooner (1987)